# Fonds régional d'art contemporain
I Fonds régional d'art contemporain (FRAC - "Fondi Regionali d'Arte Contemporanea") sono delle collezioni pubbliche di arte contemporanea create dalla Francia nel 1982 all'interno di un progetto politico di decentralizzazione adottato dallo stato, insieme alla creazione di nuovi consigli regionali, per permettere all'arte odierna di essere presente in ogni regione francese. La sua prima vocazione consiste nella costituzione di una collezione di arte contemporanea, rappresentativa della creazione attuale.
Tutti i FRAC del territorio francese sono raggruppate da PLATFORM: è un'associazione culturale che raggruppa tutti i FRAC del territorio francese. Conserva i dati storici e rispetta i principi base dei FRAC: la sensibilizzazione del pubblico all'arte contemporanea e la costruzione e diffusione di collezioni regionali di arte contemporanea.
Tra i FRAC un caso particolare è quello dell'Île de France, che rientra nelle FRAC di seconda generazione in quanto è stato uno dei primi ad avere uno spazio espositivo, Le Plateau.

## Ridistribuzione della cultura sul territorio
La prima missione dei FRAC consiste nel costituire una collezione e diffonderla attraverso i diversi enti pubblici e di inventare delle forme di sensibilizzazione per la creazione di una nuova trasmissione della cultura.
I FRAC sono fondati su una collaborazione originale tra lo Stato Francese e le 24 regioni che ospitano un FRAC.
Ogni FRAC ha una storia diversa, una collezione propria e un programma di attività collaterali che permettono un'identità a sé stante.

## Collezioni in movimento
Diversamente dai Musei o Centri d'Arte, i Frac non sono associati ad un unico luogo di esposizione.
Ogni collezione è considerata un patrimonio nomade, ricca di strumenti pedagogici, che si sposta all'interno del paese e all'estero.
Questo principio di mobilità le rende principali attori di una ridistribuzione della cultura sul territorio riducendo le disparità geografiche, sociali e culturali e favorisce l'accesso all'arte contemporanea ad un pubblico diversificato. Il ruolo di diffusione dei FRAC spinge i paesi a presentare diversi progetti simultanei nella loro regione grazie all'interazione e i gemellaggi con altre istituzioni pubbliche e private come i musei, centri d'arte, spazi municipali, scuole d'arte, istituti superiori, università, gallerie, parchi, associazioni di quartiere, a volte anche centri ospedalieri.

## Un'alternativa ai circuiti privati
I Frac sono un modello inedito di associazione delle collettività locali. Rispetto ai circuiti privati di diffusione dell'arte (collezionisti e finanziatori) soggetti agli alti e bassi della situazione economica, il modello dei Frac costituisce un'alternativa e una garanzia di continuità.

## Le opere e gli artisti
Le opere delle collezioni sono essenzialmente posteriori al 1960, e realizzate da artisti rappresentativi della scena francese e internazionale. Ogni Frac conta al giorno d'oggi tra 350 e 2500 opere e dispone di un budget di acquisizione annuale per arricchire la propria collezione.
La procedura di acquisizione si svolge così:
- il direttore del Frac pone un tipo di orientamento artistico alla collezione con l'aiuto di un comitato tecnico composto da esperti dell'Arte contemporanea
- sceglie delle proposte di acquisizione che vengono convalidate dal consiglio amministrativo del Frac
- a volte le opere possono essere prodotte dal Frac stesso per una mostra in particolare.

Dal 1982, più di 30.000 opere sono entrate a far parte delle collezioni dei Frac. Costituiscono la terza collezione pubblica di Arte contemporanea in termini di grandezza.

## Un esempio di mostra
Parade è una mostra itinerante,  che si svolge durante 3 weekend del mese di giugno 2010, basata su una selezione di opere del FRAC Île de France. Si tratta di un progetto ideato da Xavier Franceschi e curato da Guillaume des Anges. È una mostra che si sposta per tutta la regione sotto forma di tenda e viene montata in diversi luoghi pubblici. È un modo abbastanza particolare e nuovo di fare Arte pubblica. Vengono selezionate le opere dalla riserva del FRAC, e mostrate in zone lontane dall'area parigina per diffondere la creazione contemporanea, attraverso questa tenda itinerante.
Verrà fatto un documentario da una studentessa dell'Accademia di Belle Arti di Parigi. La comunicazione visiva di questa mostra è proprio l'idea di riprendere le grafiche circensi, le mostre di rettili, mostre nomadi. È un progetto che rispecchia bene la mission del FRAC di sensibilizzazione all'Arte contemporanea.